# 水果蛋糕海崖
水果蛋糕海崖（英語：Fruitcake Bluff），是南極洲的海崖，位於維多利亞地的彭內爾海岸，屬於丹尼爾斯山脈的一部分，海拔高度100米，以美國研究項目地質學家命名，現時由南極條約體系管理。